# Grantville (Kansas)
Grantville CDP w Hrabstwie Jefferson w stanie Kansas.